# 苏联民航1661号班机空难
苏联民航1661号班机是由安-24型双发动机客机执飞的国内航班。该班机在1970年4月1日自鄂毕托尔马切沃机场起飞后25分钟后，于爬升过程中坠毁。调查表明飞机与无线电探空仪相撞导致了这场事故。

## 航机相关
本次事故中的班机是安-24B型双发动机客机，在苏联民航获得的注册编号是CCCP-47751。它于1967年出厂，事发前共飞行了3975小时，起落了3832次。

## 事故过程
1661号班机预定从鄂毕起飞，经停克拉斯诺亚尔斯克，终到伊尔库茨克州布拉茨克。当地时间3时42分，班机以251度的方位角从鄂毕托尔马切沃机场25号跑道起飞。起飞后不久，班机向左转弯，于3时53分向空管报告飞机已飞到4200米高度。空管批准班机上升至6000米高度。4时10分，空管试图联系机组，但没有回应。班机在距离起飞机场131公里处，高度5400米飞行时，前端的鼻锥撞上了气象气球搭载的无线电探空仪，损坏了飞机的气象雷达和驾驶舱。失控的班机急速下坠。在高度2000米、速度为每小时700公里的情况下，由于巨大的空气阻力，机翼和尾翼脱落。飞机最后以每小时300公里的水平速度和每秒60米的垂直速度撞在始发地机场外约142公里的农田里。本次航班飞行时间共计25分25秒。

## 事后调查
调查人员发现飞机的雷达罩和机头严重受损，部分挡风玻璃缺失。人们在废墟中还发现了两台俄罗斯联邦水文气象和环境监测局使用的无线电探空仪的残骸。飞机的鼻锥是在机身六公里以外被发现的。调查得出的结论是飞机在飞行中与外来物体发生了碰撞。